# Zhi Yun Su
Zhi Yun Su  (translitera del 苏志云) (1936) es un botánico chino, con experiencia sobre la familia Papaveraceae, con énfasis en el género Corydalis.
Se ha desempeñado como investigador del "Laboratorio Estatal Llave de Botánica Evolucionaria y Sistemática", "Instituto de Botánica", "Academia China de Ciencias de Pekín".
- La abreviatura «Z.Y.Su» se emplea para indicar a Zhi Yun Su como autoridad en la descripción y clasificación científica de los vegetales.[4]